# Odštevanje
Odštévanje je v matematiki ena od osnovnih aritmetičnih dvočlenih operacij. Znak za odštevanje je minus (−), velikokrat pa ga nadomešča tudi vezaj (-). Najpreprostejši zgled je odštevanje števil: a − b . Rezultat odštevanja imenujemo razlika ali diferenca, člena pa sta: a = zmanjševanec ali minuend, b = odštevanec ali subtrahend. 
Odštevanje je operacija, ki deluje obratno kot seštevanje. Rezultat odštevanja a − b je tisto število x, za katero velja a = b + x, torej:
{\displaystyle a-b=x\iff a=b+x}
V višji matematiki odštevanja po navadi nimamo za samostojno računsko operacijo, pač pa za poseben primer seštevanja: a − b = a + (−b). Torej: odštevanje je prištevanje nasprotne vrednosti.